# Епархия Агатополя
Епархия Агатополя (лат. Dioecesis Agathopolitana) — титулярная епархия Римско-Католической церкви. Название получила по имени исторической епархии Константинопольского патриархата.

## История
Античный город Агатополь, идентифицируемый сегодня с городом Ахтопол в Болгарии, находился в провинции Гемимонт диоцеза Фракия, был в V века был центром епархии одноимённой епархии, которая входила в митрополию Адрианополя Гемимонтского.
С 1461 года епархия Агатополя является титулярной епархией Римско-Католической церкви.

## Титулярные епископы
- епископ Thomas Weldner O.F.M.[1] (2.03.1461 — 29.09.1470);
- епископ Gratianus de Galiczon (8.07.1707 — 27.09.1712);
- епископ François Pottier M.E.P. (24.01.1767 — 28.09.1792);
- епископ Giacomo Pisani (18.12.1786 — ?);
- епископ François-Adélaïde-Adolphe Lanneluc (11.07.1839 — 29.12.1839) — назначен епископом Эра;
- епископ Gesualdo Vitali (27.09.1852 — 27.03.1865) — назначен епископом Ферентино;
- епископ Louis Bel C.M. (11.07.1865 — 1.03.1868);
- епископ Franz Adolf Namszanowski (22.05.1868 — 22.03.1900);
- епископ Balthasar Kaltner (15.04.1901 — 3.11.1910) — назначен епископом Гурка;
- епископ Camillo Francesco Carrara O.F.M.Cap. (7.02.1911 — 15.06.1924);
- епископ Pedro Pascual Miguel y Martínez O. de M. (18.12.1924 — 5.05.1926);
- епископ Joseph-Tobie Mariétan C.R.A. (8.02.1931 — 10.01.1943);
- епископ Casimiro Morcillo González (25.01.1943 — 13.05.1950) — назначен епископом Бильбао;
- епископ Frane Franić (22.09.1950 — 24.12.1960) — назначен епископом Сплит-Макарска;
- епископ Laurent Noël (25.06.1963 — 8.11.1975) — назначен епископом Труа-Ривьера;
- епископ Robert Mikhail Moskal (3.08.1981 — 5.12.1983) — назначен епископом Пармы;
- епископ Михаил Кучмяк C.SS.R. (27.02.1988 — 26.08.2008);
  - вакансия.

## Источник
- Annuario Pontificio, Libreria Editrice Vaticana, Città del Vaticano, 2003, стр. 779, ISBN 88-209-7422-3
- Konrad Eubel, Hierarchia Catholica Medii Aevi, vol. 2 Архивная копия от 4 октября 2018 на Wayback Machine, стр. 82; vol. 5, стр. 72; vol. 6, стр. 69 (лат.)